# Yvon Rousset
 (décembre 2010).
Si vous disposez d'ouvrages ou d'articles de référence ou si vous connaissez des sites web de qualité traitant du thème abordé ici, merci de compléter l'article en donnant les références utiles à sa vérifiabilité et en les liant à la section « Notes et références ».
Pas d'image ? Cliquez ici

a Compétitions nationales et continentales officielles uniquement.

Yvon Rousset, né le 13 juillet 1960 à Évreux est un joueur de rugby à XV occupant le poste de trois-quarts aile au Racing club de France avec lequel il est finaliste du championnat de France en 1987, finale perdue 15-12 contre le RC Toulon au Parc des Princes.
Le 10 mai 1986, il est invité une première fois avec les Barbarians français pour jouer contre l'Écosse à Agen. Les Baa-Baas l'emportent 32 à 19. Le 11 novembre 1986, il est sélectionné une seconde fois avec les Barbarians français contre la Nouvelle-Zélande à La Rochelle. Les Baa-Baas s'inclinent 12 à 26.
Avec ses coéquipiers des lignes arrière du Racing : Yvon Rousset, Jean-Baptiste Lafond, Éric Blanc, Franck Mesnel et Philippe Guillard, il forma un éphémère groupe de variétés, le Showbizz, qui s'essaye à la chanson avec le titre Chaque fois que tu marques un essai.
Blessé lors de la finale 1990 contre Agen, yvon Rousset fait malgré tout partie de la fête en réservant à ses coéquipiers une surprise consistant à leur amener du Champagne à la mi-temps de la finale.
Kinésithérapeute de profession, il est le kiné de l'équipe de France de rugby de 1992 à 1993[réf. nécessaire]. Il est également président de la section rugby du Racing Club de France de 1995 à 1996 et à ce titre président du challenge Yves du Manoir.
Avec son coéquipier du club parisien, Philippe Guillard, il crée le duo de la « brigade des sports » mission de divertissement à la mi-temps des matchs de football sur Canal+[réf. nécessaire]. Il est également le présentateur de la micro-émission Va y avoir du sport sur TF1 d'une durée de une minute et quelques secondes,. Enfin, il est le fondateur en avril 2009 de Mister 10 %, la place de marché réservée aux TPE et PME,

## Palmarès
- Championnat de France de première division :
  - Vice-champion (1) : 1987